# Dicranota (Rhaphidolabis) babai
Dicranota (Rhaphidolabis) babai is een tweevleugelige uit de familie Pediciidae. De soort komt voor in het Palearctisch gebied.